# WOO HAH!
WOO HAH! Was een hiphopfestival dat sinds 2014 jaarlijks plaatsvond in Tilburg. Het festival werd georganiseerd door Mojo Concerts en 013 Poppodium en was van 2014 tot 2017 bij de Tilburgse Spoorzone en sinds 2018 op Safaripark Beekse Bergen in Hilvarenbeek.
De programmering bestond uit een combinatie van internationale namen en nieuw talent. Het festival bood meer dan alleen een muziekprogramma: er was ook ruimte voor mode, sport en kunst. Het festival kende een skatehal waar demonstraties plaatsvinden van professionele skaters en er was live graffiti op het festivalterrein.
In 2017 groeit het festival voor het eerst naar een tweedaags evenement. In de op- en uitbouwfase, voorzien van 2015 tot en met 2018, krijgt het festival subsidie van Brabant C.
WOO HAH! Festival bevindt zich sinds 2018 op een andere locatie en groeide door tot een driedaags festival. Op het terrein bij Safaripark Beekse Bergen in Hilvarenbeek vond op 13, 14 en 15 juli 2018 de eerste lustrumeditie van het hiphopfestival plaats.
De editie van 2020 werd op 21 april 2020 officieel geannuleerd vanwege de uitbraak van het COVID-19 virus, later dit jaar werd de editie van 2021 ook afgeblazen.
Op 8 december 2021 werd er bekendgemaakt dat WOO HAH! voor de editie van 2022 gaat samenwerken met de enorme Amerikaanse festivalorganisator Rolling Loud. Rolling Loud is het grootste hiphop-festival-merk ter wereld.
In November 2022 maakte de organisatie van WOO HAH! bekend verder te gaan als Rolling Loud en te verplaatsen naar Rotterdam Ahoy als locatie. In combinatie met het verdwijnen van de naam WOO HAH! gaf festival directeur Ruud Lemmen aan ook te vertrekken. De aankondiging dat WOO HAH! uit het festivalcircuit zou gaan verdwijnen leverden veel kritiek op van de achterban.

## Edities
| Jaar | Line-Up |
| ---- | --- |
| 2014 | Method Man & Redman, Chance The Rapper, Mos Def, Earl Sweatshirt, Dope D.O.D., YG, Danny Brown, De Jeugd van Tegenwoordig, Isaiah Rashad, Great Minds, Dret & Krulle, Typhoon, Hef & Crooks, Digitzz, Reazun, Diggy Dex, Ares, Timmietex, Aer |
| 2015 | Cypress Hill, Run The Jewels, Joey Bada$$, Big Sean, Travis Scott, Freddie Gibbs, Cannibal Ox, The Underachievers, Vince Staples, Lapalux, Denzel Curry, Jameszoo X James Pants, CJ Fly, Fresku, Your Old Droog, Winne x Feis x Ecktuh Ecktuh, GANZ, Remi, Cho, MocroManiac, Deux Deux, Doomtree, Tourist LeMC, Freez + A.R.T., Tom Maas |
| 2016 | ScHoolboy Q, Young Thug, Action Bronson, ASAP Ferg, Tyler, The Creator, Rico & Sticks #OpgezwolleTotNu, Skepta, Noisia, Vic Mensa, Mick Jenkins, Kevin Gates, Little Simz, Immortal Technique, Father, Stööki Sound, A-F-R-O, Sevn Alias, Loscobeats, Woodie Smalls, SMIB, Vic Crezée, Braz, Nanah Dae |
| 2017 | Bryson Tiller, Travis Scott, Gucci Mane, G-Eazy, Mac Miller, Nas, Post Malone, Rae Sremmurd, MHD, Flatbush Zombies, Stormzy, Hopsin, Playboi Carti, Lil Dicky, Oneman, Young M.A, Freddie Gibbs, Princess Nokia, Clams Casino, Troyboi, Fresku, Mocromaniac, Braz, Pietju Bell, Woenzelaar, Killer Kamal, Kempi, Jonna Fraser, $uicideboy$, Grandtheft, Hucci, Coely, AJ Tracey, Ivy Lab, Benji B, 67, Hilltop Hoods, Tasha the Amazon, Jarreau, Vandal, Gravez, Yung Internet, Yung Nnelg, Ray Fuego, Kevin, Josylvio, Hannah Faith, Nick Hook, Roméo Elvis & Le Motel, Anbu, Siroj, Vic Crezée, Iliassopdebeat, Kringili & Alex Megas, Aristoteles Mendes, Paquito Moniz, Odin, Ares, Leafs |
| 2018 | Lil Pump, J. Cole, Joey Badass, Blackbear, Ski Mask The Slump God, Goldlink, J Hus, Belly, Mist, 6lack, Sevn Alias, Bokoesam, Leafs, Jacin Trill, Ares, ASAP Rocky, Migos, Action Bronson, Rich Brian, Cashmere Cat, Smoke Purpp, Denzel Curry, Flonti Stacks, A Boogie Wit Da Hoodie, ASAP Twelvyy, Night Lovell, Mula B, Beats By Esko, 3robi, Zwangere Guy, Scarlxrd |
| 2019 | Travis Scott, Brockhampton, Rae Sremmurd, Skepta, $uicideboy$, Gunna, Sheck Wes, Stormzy, Aminé, Trippie Red, Rich The Kid, Schoolboy Q, Comethazine, YBN Cordae, Jay Rock, Flatbush Zombies, Young Ellens, Beats by Esko, Goldlink, Ocean Wisdom, JID, Jpegmaffia, Dopebwoy, Tabon Yemek, Snelle |